# Gunnar Myrdal
Karl Gunnar Myrdal (6. prosince 1898 – 17. května 1987) byl švédský ekonom a politik. Společně s Fridrichem Haykem obdržel v roce 1974 Nobelovu cenu za ekonomii díky průkopnické práci o teorii peněz a ekonomických výkyvech a analýze týkající se vzájemné závislosti ekonomických, sociálních a institucionálních jevů. Dále také přispěl k rozvoji konceptu Folkhemmet a modelu švédského sociálního státu.

## Mládí a vzdělání
Myrdal se narodil 6. prosince v malé švédské vesničce Skattungbyn Karlu Adolfu Petterssonovi a jeho ženě Anně Sofie Karlsson.  Jméno Myrdal převzal v roce 1914 po názvu farmy Myr, která patřila jeho předkům a nacházela se v provincii Dalarna.
V roce 1923 Gunnar Myrdal vystudoval právnickou fakultu na Stockholmské univerzitě a posléze v roce 1927 získal doktorát v oboru ekonomie. V červnu roku 1919 se seznámil s Alvou Reimerovou, se kterou se následně v říjnu roku 1924 oženil a roku 1927 se mu narodilo první z jeho tří dětí.
Jeden z prvních důležitých akademických počinů, dizertační práce s názvem The Problem of Price Formation under Economic Change měla tři části: Základy dynamického problému tvorby cen, Problém zisku podniku a Optimální způsob konstrukce a změny. Nejmatematičtější částí byla poslední zmíněná, která studovala rovnováhu tvorby cen za dynamických podmínek.
Do akademického povědomí vstupuje díky práci zveřejněné v roce 1927, která zkoumala roli očekávání ve tvorbě cen. Tato analýza silně ovlivnila Stockholmskou školu. Hlavním opěrným bodem pro analýzu byly Knut Wicksellovy teorie kumulativního procesu endogenních peněz, které zdůrazňovaly důležitost radikální nejistoty, kterou vyjadřuje nedostatek kvantifikovatelných znalostí o libovolném možném výskytu, v protikladu k přítomnosti kvantifikovatelného rizika, a roli ex ante a ex post v ekonomickém procesu.

## Kariéra
Mezi lety 1925 a 1929 studoval v Anglii a Německu. Mezi roky 1929–1930 se zdržoval ve Spojených státech. Zajímavostí je, že jedním z jeho dobrých přátel byl mimo jiné i známý americký průmyslník John D. Rockefeller. Během této doby napsal své první knihy včetně The Political Element in the Development of Economic Theory. Po návratu do Evropy pracoval jeden rok jako profesor na postgraduálním institutu mezinárodních studií ve švýcarské Ženevě.
Kniha The Political Element  je souhrnem Myrdalových přednášek prezentovaných na Stockholmské univerzitě. Dává nám historický popis vlivu politiky na vývoj ekonomické teorie a vztah mezi nimi. Věřil totiž, že ekonomika bude považována za skutečnou vědu pouze tehdy, když od ní bude politický aspekt oddělen. V knize kritizoval původně starší generaci švédských ekonomů, jako jsou Eli Heckscher a Gustav Cassel, za to, že ve svých teoriích „maximálního blahobytu“, „cenové hladiny “ a „národního důchodu“ kombinovali a zaměňovali skutečnosti a hodnoty. Později se však ukázalo, že jde o obecnou kritiku ekonomické teorie, kde zdůraznil, že ekonomika by měla být objektivní a nezávislá na hodnotách. Napsal, že ačkoli ekonomové tvrdí, že jsou vědečtí a objektivní, jejich závěr z jejich analýz byl vždy politicky nakloněn. The Political Element byl přeložen do němčiny v roce 1932 a do angličtiny v roce 1953.
Gunnar Myrdal byl fascinován abstraktními matematickými modely, které přicházely do módy ve 20. letech 20. století. Proto se na tento popud rozhodl pomoci založit Ekonometrickou Společnost v Londýně. Později však obvinil hnutí z ignorování problému distribuce, posedlosti z ekonomického růstu a použití chybných statistik. Profesor Myrdal byl časným zastáncem tezí Johna Maynarda Keynese, ačkoli tvrdil, že základní myšlenka přizpůsobení národních rozpočtů, zpomalení, nebo zrychlení ekonomiky byla poprvé vyvinuta a vyjádřena v jeho knize Monetary Economics, publikované v roce 1932, čtyři roky před Keynesovou The General Theory of Employment, Interest and Money.

## Akademická kariéra
Gunnar Myrdal se stal profesorem ekonomie na Stockholmské univerzitě v roce 1933 a jeho kariéra zde trvala 15 let, až do roku 1947. Ve stejný rok, kdy vstoupil na akademickou půdu v roli profesora, začala i jeho vysoká politická kariéra.
Od roku 1933 působil jako poslanec za sociální demokracii ve švédském parlamentu a od roku 1945 do roku 1947 zasedal jako ministr obchodu ve vládě Tage Erlandera. Během tohoto období byl těžce kritizován za finanční dohodu se Sovětským svazem. Současně byl obviněn, že je odpovědný za švédskou měnovou krizi v roce 1947.
Společně s jeho ženou Alvou Myrdalovou se stal autorem práce The Crisis in the Population Question. Práce Gunnara a Alvy inspirovala politiku ministra sociálních věcí Gustava Möllera, jejímž účelem bylo poskytovat adekvátní sociální podporu všem rodinám.
Od roku 1938 vedl Gunnar Myrdal komplexní studii o rasových vztazích ve Spojených státech, která se zakládala na sběru sociologických, ekonomických a antropologických dat. Celý výzkum probíhal pod finanční záštitou Carnegie Corporation. Výsledkem úsilí se stala nejznámější Myrdalova práce An American Dilemma: The Negro Problem and Modern Democracy publikovaná v roce 1944. V této práci je problém rasových vztahů vnímán jako konflikt vysokých ideálů, jež ztělesňuje tzv. American creed( americké přesvědčení) na jedné straně a špatný výkon na straně druhé. Spojené státy totiž od konce občanské války nedokázali ve společnosti zakotvit rovnostářský přístup vůči afroamerické rasové menšině, která tvořila zhruba jednu desetinu celého obyvatelstva.
Dalším Myrdalovým plánem byla studie zabývající se genderovou nerovností v USA, ale kvůli nedostatku financí se tento projekt nikdy neuskutečnil.

## Druhá světová válka
Během druhé světové války byl Gunnar Myrdal veřejně protinacistický. Spolu se svou manželkou Alvou napsal v roce 1941 Kontakt s Amerikou, který oceňoval demokratické instituce Spojených států.

## Život po druhé světové válce
Gunnar Myrdal se stal výkonným tajemníkem Evropské hospodářské komise Organizace spojených národů v roce 1947. Během svého funkčního období založil jedno z předních center hospodářského výzkumu a rozvoje politiky. Po deseti letech ve vedení rezignoval na funkci výkonného tajemníka. V letech 1956 a 1957 vydal An International Economy, Problems and Prospects, Rich Lands and Poor and Economic Theory and Underdeveloped Regions.
Myrdal byl také signatářem prohlášení UNESCO o rasové otázce z roku 1950, které vyvrací teorie rasové nadřazenosti a čistoty. V roce 1956 Myrdal napsal předmluvu pro afroamerického autora Richarda Wrighta The Color Curtain: A Report on the Bandung Conference.
V letech 1960 až 1967 byl profesorem mezinárodní ekonomiky na Stockholmské univerzitě. V roce 1961 založil Institut pro mezinárodní ekonomická studia na Stockholmské univerzitě. Během šedesátých let pracoval na komplexní studii trendů a politik v jižní Asii pro Twentieth Century Fund. Studie vyvrcholila jeho třídílnou publikací Asian Drama: An Inquiry into the Poverty of Nations, která vyšla v roce 1968. V roce 1970 vydal knihu nazvanou „The Challenge of World Poverty“, kde stanovil, co považuje za hlavní politické řešení problémů, které nastínil v Asian Drama.
V roce 1967 Myrdal obdržel čestný doktorát od Univerzity Sira Georgea Williamsa. V roce 1971 on i jeho manželka obdrželi čestné doktoráty od Gustavus Adolphus College v Saint Peter v Minnesotě. Roku 1974 obdržel cenu Švédské banky v ekonomických vědách, jinak známou jako Nobelova cena za ekonomii. 17. května roku 1987 Myrdal umírá v obci Danderyd ve věku 88 let.